# Ginástica artística nos Jogos Pan-Americanos de 2015 - Solo masculino
A competição do solo masculino foi um dos eventos da ginástica artística nos Jogos Pan-Americanos de 2015. Foi disputada no Toronto Coliseum no dia 14 de julho. 

## Calendário
Horário local (UTC-4).
| Data        | Horário | Fase  |
| ----------- | ------- | ----- |
| 14 de julho | 13:35   | Final |

## Medalhistas
| Ouro   | GUA Jorge Vega Lopez    |
| Prata  | USA Donnell Whittenburg |
| Bronze | USA Samuel Mikulak      |

## Resultados

### Qualificação
| Pos. | Ginasta                   | Solo   | Notas |
| ---- | ------------------------- | ------ | ----- |
| 1    | CUB Manrique Larduet      | 15.150 | Q     |
| 2    | USA Samuel Mikulak        | 15.000 | Q     |
| 3    | USA Donnell Whittenburg   | 14.900 | Q     |
| 4    | GUA Jorge Vega Lopez      | 14.850 | Q     |
| 5    | CAN Kevin Lytwyn          | 14.500 | Q     |
| 6    | MEX Kevin Cerda Gastelum  | 14.450 | Q     |
| 7    | MEX Daniel Corral         | 14.300 | Q     |
| 8    | BRA Arthur Mariano        | 14.250 | Q     |
| 9    | PER Daniel Aguero Barrera | 14.200 | R     |
| 10   | PUR Rafael Morales Casado | 14.100 | R     |
| 11   | PUR Angel Ramos           | 14.050 | R     |

### Final
| Pos.              | Ginasta                  | Solo   | Notas |
| ----------------- | ------------------------ | ------ | ----- |
| Medalha de ouro   | GUA Jorge Vega Lopez     | 15.150 |       |
| Medalha de prata  | USA Donnell Whittenburg  | 14.975 |       |
| Medalha de bronze | USA Samuel Mikulak       | 14.925 |       |
| 4                 | CUB Manrique Larduet     | 14.775 |       |
| 5                 | BRA Arthur Mariano       | 14.700 |       |
| 6                 | CAN Kevin Lytwyn         | 14.675 |       |
| 7                 | MEX Daniel Corral        | 14.425 |       |
| 8                 | MEX Kevin Cerda Gastelum | 14.350 |       |